# Département de Mburucuyá
Le département de Mburucuyá est une des 25 subdivisions de la province de Corrientes, en Argentine. Son chef-lieu est la ville de Mburucuyá.

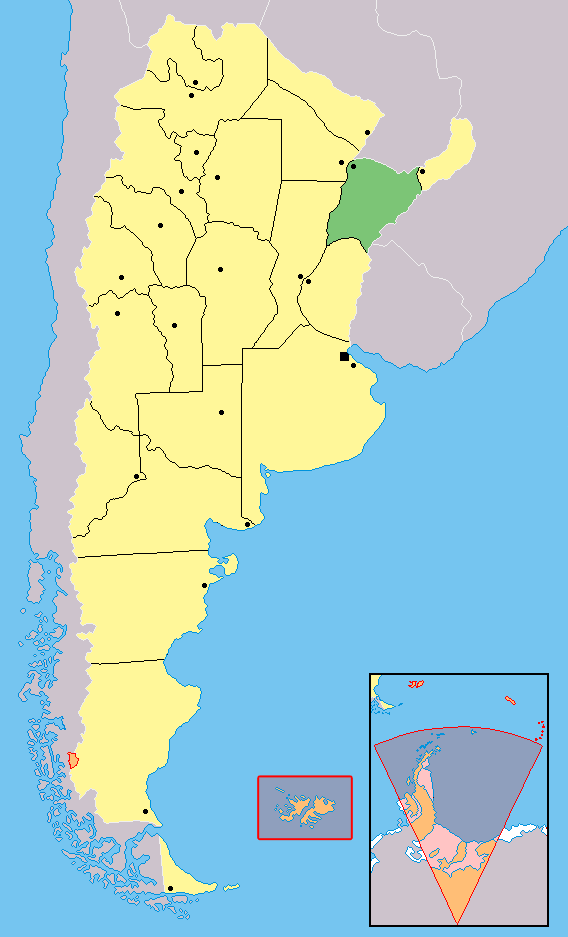
Localisation de la province de Corrientes en Argentine.

D'une superficie de 961 km2, sa population s'élevait en 2001 à 9 012 habitants.